# Симидзу, Дзэндзо
Дзэ́ндзо Сими́дзу (яп. 清水善造 симидзу дзэндзо:); 25 марта 1891, Токио — 12 апреля 1977, Амагасаки) — японский теннисист-любитель. Выступал в период после Первой мировой войны. Финалист турнира претендентов на Уимблдонском турнире 1920 года, финалист Кубка Дэвиса 1921 года со сборной Японии, четвёртая ракетка мира по итогам 1921 года.

## Игровая карьера
В 1920 году Дзэндзо Симидзу проделал на Уимблдонском турнире путь до финала претендентов в одиночном разряде. По дороге он обыграл чемпиона Австралии 1915 года и будущего чемпиона мира на крытых кортах Гордона Лоу, а затем чемпиона Уимблдона 1911 года и двукратного олимпийского чемпиона Стокгольма Андре Гобера. В финале, где решалось, кто из претендентов встретится в матче за чемпионское звание с действующим чемпионом, Симидзу уступил Биллу Тилдену, находившемуся в начале своей блестящей карьеры, со счётом 6-4, 6-4, 13-11; Тилден затем выиграл матч за чемпионское звание. На чемпионате мира на грунтовых кортах Симидзу победил полуфиналиста Антверпенской Олимпиады Жака Брюньона и дошёл до четвертьфинала, проиграв там ведущему испанскому мастеру Мануэлю Алонсо. Составлявший рейтинг лучших теннисистов мира в газете Daily Telegraph Артур Уоллис-Майерс поставил Симидзу по итогам года на девятое место.
В 1921 году Симидзу начал участие в Уимблдонском турнире в ранге победителя престижного травяного турнира в лондонском Куинс-Клабе и дошёл до полуфинала турнира претендентов после победы над трёхкратным чемпионом Уимблдона в парах Гербертом Ропером Барреттом. В полуфинале его путь снова пересёк Мануэль Алонсо. По ходу матча с Алонсо Симидзу повёл в счёте 2:1 по сетам и 4:1 по геймам в четвёртом сете, но испанец сумел переломить ход матча и вновь одержал победу. В этом сезоне Симидзу вместе с двукратным призёром Олимпиады в Антверпене Итией Кумагаэ защищал цвета сборной Японии, впервые принимавшей участие в Кубке вызова (ныне Кубок Дэвиса). Японская команда всухую обыграла индийцев в полуфинале турнира претендентов, а в финале нанесла сенсационное поражение обладателям кубка 1919 года — сборной Австралазии. Симидзу и Кумагаэ выиграли все встречи в одиночном разряде, отдав австралийцам лишь одно очко в парах. В раунде вызова против действующих обладателей кубка — сборной США — Симидзу снова играл с Тилденом. На этот раз он был близок к победе, ведя 2:0 по сетам; ему не хватало для выигрыша всего двух очков, но затем Тилден перехватил инициативу и сумел победить. В итоге японская сборная проиграла со счётом 5:0. После этого Симидзу принял участие в чемпионате США в Филадельфии, где участвовали теннисисты из семи стран, в том числе шесть чемпионов США. Это был последний крупный турнир в США со «слепой» жеребьёвкой участников: после того, как уже на раннем этапе жребий свёл таких соперников, как Тилден, Билл Джонстон, Винсент Ричардс, Р. Л. Маррей и сам Симидзу (проигравший в итоге Тилдену в третьем круге), возмущение игроков было столь сильным, что уже в начале следующего года Ассоциация лаун-тенниса Соединённых Штатов (USLTA) ввела разводящую жеребьёвку фаворитов. По итогам сезона 1921 года Daily Telegraph отвёл японцу четвёртую строчку в рейтинге десяти лучших теннисистов мира.
В 1922 году на чемпионате США Симидзу пробился в четвертьфинал после победы над Уолласом Джонсоном, но там его в очередной раз остановил Тилден — на этот раз лучший игрок США был в отличной форме и отдал японцу всего шесть геймов в трёх сетах. На чемпионате США на грунтовых кортах Симидзу повезло больше, и встреча с Тилденом состоялась только в финале, где традиционно победил американец. Подводя итоги сезона, USLTA поставила проживавшего в США Симидзу на седьмое место в рейтинге сильнейших американских игроков. С 1923 по 1925 год Симидзу трижды представлял Японию в Кубке вызова, дважды принеся ей победы в матчах с командой Канады и один раз поучаствовав в победе над испанцами, но затем все три раза на пути японцев становилась австралийская сборная, которой они, в отличие от 1921 года, ничего не могли противопоставить. В последний раз Симидзу вышел на корт в составе сборной в 1927 году.

## Стиль игры
В своей книге «Искусство лаун-тенниса» Билл Тилден сравнивает манеру игры Симидзу в начале 20-х годов с игрой его старшего соотечественника Итии Кумагаэ. Оба теннисиста были представителями старой школы японского тенниса, осваивавшими эту игру с необычными для Европы и США мягкими мячами без фланелевой оплётки, и это стало причиной сходства в их стиле игры: и Симидзу, и Кумагаэ предпочитали играть с задней линии и обладали сильно закрученным ударом сверху. Оба игрока отличались точными ударами и упорством и могли долго без устали перемещаться по корту, «вытаскивая» самые трудные мячи. В то же время Тилден указывает на ряд различий: если Кумагаэ превосходил Симидзу в силе подачи (подачу Симидзу Тилден откровенно называет слабой и полагает, что она не даёт японцу играть более успешно) и игре открытой ракеткой, то Симидзу гораздо лучше играл по низкому отскоку (самое слабое место в игре Кумагаэ) и закрытой ракеткой. В Теннисной энциклопедии Бада Коллинза указывается, что у Симидзу была нестандартная игра правой рукой: он играл одной и той же стороной ракетки и при открытом, и при закрытом ударе.